# Templeux-la-Fosse
Templeux-la-Fosse är en kommun i departementet Somme i regionen Hauts-de-France i norra Frankrike. Kommunen ligger i kantonen Roisel som tillhör arrondissementet Péronne. År 2022 hade Templeux-la-Fosse 135 invånare.

## Befolkningsutveckling
Antalet invånare i kommunen Templeux-la-Fosse
| Referens: INSEE |